# Art Hodes
Arthur W. Hodes, plus connu sous le nom d'Art Hodes, est un pianiste et chef d'orchestre de jazz américain, né le 14 novembre 1904 à Mykolaïv (aujourd'hui en Ukraine) et mort le 4 mars 1993 à Harvey, Illinois.

## Biographie
Quelques mois après sa naissance, sa famille émigre aux États-Unis et s'installe à Chicago. Il y commence sa carrière mais n'attire guère l'attention jusqu'à son départ pour New York en 1938. Il joue avec Sidney Bechet, Joe Marsala, et Mezz Mezzrow. Hodes fonde son propre orchestre de jazz dans les années 1940 et retourne à Chicago. Il y joue pendant près de quarante ans. Il a également écrit pour des magazines de jazz dont Jazz Records.
En 1998, il entre au Big Band and Jazz Hall of Fame (de).

## Discographie
Enregistrement :
- Jazz me blues (avec Bechet, 1944)